# Los Angeles Kings
Os Los Angeles Kings são um time profissional de hóquei no gelo da cidade de Los Angeles, Califórnia, Estados Unidos. Eles são membros da Divisão do Pacífico da Conferência Oeste da National Hockey League (NHL). Fundado em 9 de fevereiro de 1967, quando Jack Kent Cooke foi premiado com uma franquia de expansão da NHL para Los Angeles, os Kings chamaram o The Forum em Inglewood, subúrbio de Los Angeles, de casa por trinta e dois anos, até se mudarem para o Staples Center (atual Crypto.com Arena) no centro de Los Angeles para começar a temporada 1999-00. Foram o primeiro time de hóquei em uma cidade de clima quente. 
Os Kings tiveram sua primeira fase de maior sucesso após contratar Wayne Gretzky, considerado melhor jogador de hóquei da história, em 1988. Com Gretzky, tiveram seu único título de divisão, na temporada 1990-91, e venceram a Conferência Oeste na temporada 1992-93, avançando para as finais da Copa Stanley, perdida para os Montreal Canadiens em cinco jogos. Os Kings se classificaram para os playoffs 24 vezes, passando da 1a rodada da segunda fase em 10. Em 2011-12, conquistou a Copa Stanley pela primeira vez, apesar de classificar apenas na última vaga do Oeste. Dois anos depois, em 2013-14, venceriam a liga pela segunda vez, derrotando nas finais o New York Rangers.
Os maiores rivais do Los Angeles Kings são os outros times californianos, o Anaheim Ducks, que tem sua sede aproximadamente à 56 km ao sul de Los Angeles, em Anaheim, e o San Jose Sharks, sediado no norte do estado.

## História

### Década de 1960
Em 1966, a NHL planejou uma expansão de 6 para 12 times começando na temporada 1967-68. Jack Kent Cooke, um magnata canadense que fez boa parte de sua fortuna em investimentos na mídia na Califórnia, e era dono do Washington Redskins da NFL e do Los Angeles Lakers da NBA, resolveu trazer o esporte para Los Angeles, pagando US$2 milhões para a liga em troca de uma vaga. A cidade tem clima quente e a cultura esportiva foi baseada em esportes que se praticam ao ar livre, como basquete, futebol americano e beisebol, mas Cooke acreditava que os canadenses que migraram para a Califórnia seriam uma boa base de fãs.
Querendo dar um ar de realeza ao time, ele o nomeou de "Kings" e escolheu roxo e ouro, cores ligadas à nobreza, para os uniformes. O time fez parte dos seis times que dobraram a NHL daquela época de tamanho, junto com os California Seals, Minnesota North Stars, Philadelphia Flyers, Pittsburgh Penguins e St. Louis Blues. Por não conseguir jogar na Los Angeles Memorial Sports Arena, onde os Lakers disputavam seus jogos, Cooke mandou construir uma arena, The Forum, em Inglewood, que se tornaria  a casa dos Kings pelas próximas 32 temporadas.
Com a nova arena programada para abrir no meio da temporada, os Kings jogaram sua primeira partida pela NHL no dia 14 de outubro de 1967, contra o Philadelphia Flyers na Long Beach Arena em Long Beach, onde eles foram liderados por Brian Kilrea, que marcou dois gols e ajudou a derrotar os Flyers por 4x2. Por mais de dois meses eles dividiram os jogos entre a Long Beach e a Los Angels Arena até 30 de dezembro de 1967, quando eles receberam os Flyers no novo Fabulous Forum. Liderados pelo treinador principal Red Kelly, os Kings terminaram sua primeira temporada em segundo lugar na divisão oeste, apenas um ponto atrás do Philadelphia. Sua campanha de 31-33-10 é uma das melhores campanhas iniciais por qualquer time em qualquer esporte. Nos playoffs, perderam para o Minnesota North Stars na primeira fase.
Sem um grande nome para carregar a tocha pela nova franquia, Cooke resolveu transformar seus jogadores em celebridades com seus espertos apelidos, que ele criou pessoalmente. No gelo do Forum jogaram caras como Eddie “The Jet” Joyal, Eddie “The Entertainer” Shack, Bill “Cowboy” Flett, Juha “Whitey” Widing e Real “Frenchy” Lemieux.

### Década de 1970
A aquisição de Bob Pulford, que futuramente iria para o Hall da Fama, em 1970 deixou ao elenco de Los Angeles certa moral e respeito, e pela temporada de 1972-73, Pulford assumiu o cargo de treinador principal do time e guiou o time para uma de suas melhores temporadas.
As próximas duas temporadas foram de suma importância, porque colocaram o nome dos Kings de vez em Los Angeles e também o time ficou conhecido por toda a NHL. Liderados pelo goleiro All-Star Rogie Vachon, junto com um bando de jogadores raçudos e trombadores, que incluem nomes como Butch Goring, Mike Murphy e Bob Nevin, que jogavam bem o estilo agressivo de Pulford ,os Kings conseguiram um recorde de 42-17-21 em 1974-75, a quarta melhor daquela temporada, e também estabeleceu recordes do time que permanecem até hoje, para pontos (105) e menos derrotas (17). Vachon permanece como um dos jogadores mais famosos do time e sua camisa n° 30 foi imortalizada pelo time em 1985.
A temporada seguinte viu o Los Angeles Kings fazer sua 1ª troca grande, uma que trouxe uma jovem promessa da época, Marcel Dionne. Já conhecido como um bom goleador, o atacante de 24 anos foi ao caminho certo rumo aos livros de recordes da franquia, fazendo novas marcas para gols (40), assistências (54, empatando com Juha Widing) e pontos (94) em sua primeira temporada em Los Angeles. Um ano depois, Dionne se tornou o primeiro Kings a marcar mais de 50 gols e 100 pontos numa única temporada, com 53 gols e 122 pontos.
O status de Dionne foi a níveis mais altos quando foi posto para jogar com dois jogadores jovens e desconhecidos, que eram Dave Taylor e Charlie Simmer. Taylor era um graduado da Clarkson University que os Kings recrutaram na 15ª escolha de 1975, e Simmer, que jogou a maior parte do tempo em ligas menores, estava tendo dificuldades para se habituar ao dia-a-dia do clube. Eles juntaram forças pela primeira vez em 13 de janeiro de 1979, em Detroit onde Dionne marcou quatro gols com seus novos companheiros. Durante aquela temporada de 1979, o Dr. Jerry Buss comprou os Kings, os Lakers e o Forum de Cooke por $67.5 million, um negócio que foi, na época, a maior transação do mundo dos esportes.

### Década de 1980
Mas a combinação de Dionne, Taylor e Simmer não mudou e a linha ficou conhecida como a "Triple Crown" (Tríplice Coroa), e eles aproveitaram um período que durou mais de duas temporadas, marcando gols como poucas linhas de ataque na história da NHL fizeram. Eles chegaram ao apogeu em 1979-80 quando Dionne ganhou o título de artilharia da NHL com 137 pontos (53 gols, 84 assistências), Simmer estabeleceu um recorde da franquia com 56 gols (junto com 45 assistências) incluindo uma série (que ainda é recorde na NHL nos dias de hoje) de 13 jogos marcando gols, e Taylor marcou 90 pontos (37 gols com 53 assistências).
Sob os comandos do técnico Bob Berry, o time de 1980-81 marcou uma das melhores temporadas do time, com 43-24-13, ainda atualmente a segunda maior marca de vitórias dos Kings numa temporada. Naquele mesmo ano, os Kings foram os anfitriões do Jogo das Estrelas de 1981 com Dionne, Taylor, Simmer e o goleiro Mario Lessard fazendo parte da comemoração. Ao final da temporada, Dionne, Taylor e Simmer se tornaram a primeira linha na história da NHL onde os três membros passaram da marca dos 100 pontos (Dionne –135, Taylor – 112, Simmer – 105), mas uma perna quebrada de Simmer em 3 de março de 1981, marcou o fim dos bons momentos do trio. Juntos, Dionne (58-77=135 pontos), Taylor (47-65=112 pontos) e Simmer (56-49=105 pontos) fizeram 161 gols e 352 pontos.
A temporada de 1981-82 foi decepcionante e digno do esquecimento, com uma marca de 24-41-15, mas o que aconteceu nos playoffs daquele ano ainda permanece como um dos momentos mais emocionantes na história do clube e da liga. Enfrentando o grande favorito da época Edmonton Oilers na melhor-de-cinco que era a primeira rodada, os Kings fizeram duas grandes façanhas – uma, em vencer aquela série, três a dois, e a outra, em vencer o jogo 3 daquela série, para sempre lembrado como “Miracle on Manchester" (Milagre de Manchester).
Perdendo por 5x0 no 3° período em 10 de abril de 1982, os Kings lutaram bravamente para tentar voltar ao jogo até Steve Bozek mandar aquele jogo à prorrogação, empatando o jogo em 5x5 com 5 minutos para o fim do jogo. Aos 2:35 da prorrogação, o pouco conhecido novato Daryl Evans mandou um chute sobre o ombro de Grant Fuhr para selar um fim improvável a um jogo incrível. Após perder o jogo 4 em casa, os Kings fecharam a série com uma vitória por 7x4 no jogo 5 em Edmonton.
Durante as próximas temporadas, Dionne foi o líder do time dentro e fora do gelo, mas uma onda de jovens jogadores também deixariam sua marca no Forum Azul e Dourado. Bernie Nicholls, Larry Murphy, Jim Fox, Mark Hardy, Jay Wells, Steve Bozek, Doug Smith, Brian MacLellan, Grant Ledyard e Garry Galley estavam entre os favoritos entre os torcedores da época do meio dos anos 80. Três jogadores representaram o time no Jogo dos Novatos em 1986-87 – Luc Robitaille, Jimmy Carson e Steve Duchesne. A era Dionne em Los Angeles acabou quando os Kings trocaram o central para o New York Rangers em 10 de março de 1987, e ele ainda receberia a última honra em 1992 com a introdução dele no Hockey Hall of Fame. Sua camisa imortalizada Nº 16 está erguida na parede sul do Staples Center.
Um pouco depois de os Kings trocarem sua primeira estrela, Dionne, outra superestrela veio para Los Angeles, levando o hóquei a níveis jamais vistos na califórnia do sul. Em 9 de agosto de 1988 – a data que mudou o futuro do hóquei em Los Angeles. Os Kings adquiriram Wayne Gretzky, tido para muitos como o melhor jogador de todos os tempos do hóquei. Os efeitos de Gretzky em uma mídia como a de Los Angeles foram sentidos imediatamente, dando aos Kings status de primeira página em uma base regular pela primeira vez na história. Uma entrada para o jogo dos Kings passou de uma das mais fáceis para uma das mais difíceis de conseguir. O merchandising do time, junto com os novos uniformes prata e preto. Os rinques de gelo no sul da califórnia, à beira da extinção, encontraram nova vida, já que muitos outros tiveram que ser construídos para poder acomodar a avalanche do hóquei jovem, que se propagava pela região.
Em sua primeira temporada como um King (1988-89), Gretzky deixou uma marca de 168 pontos (54 gols e um recorde da franquia de 114 assistências), liderando o clube a uma temporada de 42-31-7 e eliminando o Edmonton Oilers na primeira série dos playoffs daquele ano. Os esforços de Gretzky lhe renderam o nono Hart Trophy como o jogador mais valioso da NHL. Nicholls Marcou o recorde dos Kings em gols com 70. Dois anos depois sob o comando do técnico Tom Webster, os Kings venceram o primeiro título de divisão na história da franquia quando eles venceram a Smythe Division com 102 pontos, incluindo um recorde no time de 46 vitórias.

### Década de 1990
A temporada de 1992-93 foi bem emocionante, já que o time fez o caminho até a final da Copa Stanley contra o tradicionalíssimo Montreal Canadiens. No primeiro ano do técnico Barry Melrose, os Kings entraram mais como azarões e travaram grandes batalhas contra Calgary, Vancouver e uma histórica série de sete jogos contra o Toronto Maple Leafs que deixaram os Kings nas finais da Copa Stanley pela primeira vez na história da franquia. Infelizmente, os Kings perderam aquela série final em cinco jogos(que incluíram três derrotas seguidas na prorrogação), mas não antes dos Kings espalharem a febre do hóquei na califórnia do sul.
As próximas três temporadas foram um fracasso, já que o time não conseguiu manter o fogo e a intensidade que levou à corrida histórica de 1992-93 e o dono dos Kings naquela época, Bruce McNall, vendeu o time para Joseph Cohen e Jeffrey Sudikoff.
Uma grande reviravolta no plantes do time o levou a uma depleção de talentos, e Melrose foi liberado de suas atividades no fim da temporada de 1994-95. Naquele verão, os Kings quase foram à falência, mas o clube ainda assim continuou a operar e o zagueiro Larry Robinson, que está no Hall of Fame, foi contratado para o lugar de Melrose. Foi nessa hora que Philip F. Anschutz e Edward P. Roski, Jr. tiraram os Kings da beira da falência e começaram um processo de recosntrução para trazer os Kings de volta à elite. Perto do fim do seu contrato, e querendo uma Stanley Cup para poder selar sua gloriosa carreira da NHL, Gretzky pediu para ser trocado para um time que brigaria pelo título e foi para o St. Louis Blues em 27 de fevereiro de 1996, em troca de três jogadores e duas escolhas de draft (ele depois assinou um contrato com agente livre a encerrou sua carreira no New York Rangers em 1999).
Os Kings passavam por uma fase de "reconstrução" e o então gerente geral Sam McMaster foi liberado de seus deveres e foi reposto pelo lendário King Dave Taylor. Outro tiro-no-braço foi dado pela franquia quando Taylor trouxe de volta aos Kings o ala esquerda Luc Robitaille do New York Rangers no começo da temporada de 1997-98. Infelizmente para Robinson, esse tempo só trouxe uma boa temporada (1997-98, a primeira aparição do time em playoffs em 5 anos) e seu contrato não foi renovado após a temporada de 1998-99.
Com Taylor gerenciando a franquia, uma nova era estava para vir nos horizontes dos Kings. depois de uma busca detalhada que envolveu certos candidatos, Taylor apostou no ex-treinador do time do Canadá Andy Murray, que passou os últimos anos treinando seu filho no Shattuck-St. Mary de Faribault, Minnesota. Murray, com mais de 25 anos de experiência como técnico, se tornou o 19° técnico na história do Los Angeles Kings. Murray se tornaria o maior técnico em número de vitórias do clube.

### Década de 2000
Os Kings terminaram a temporada de 1999-00 com 94 pontos, a melhor em nove anos. A próxima temporada foi uma tremenda reviravolta. Capitão do time já ha um bom tempo, o zagueiro Rob Blake, que seria um agente livre, foi trocado para o Colorado Avalanche. Numa troca que deu o que falar, os Kings receberam o ala esquerda Adam Deadmarsh e o defensor Aaron Miller em retorno. Na mesma semana, os Kings adquiriram o decadente goleiro Felix Potvin do Vancouver Canucks por futuras considerações, e os Kings, apesar de tantas mudanças perto do fim da temporada, terminarou a temporada com impressionantes 92 pontos, a primeira vez que o time duas campanhas seguidas com mais de 90 pontos.
Esse era apenas o começo de tudo, entretanto, porque os Kings enfrentaram o Detroit Red Wings, que estava numa fase muito boa, na primeira fase da pós-temporada. Com as séries em 2x1 para o Detroit e perdendo por três a zero no jogo 4 com menos de três minutos para o fim, os Kings empataram com três gols, incluindo o gol de empate de Byan Smolinski que levou o público do Staples Center à loucura. Os Kings mantiveram o impulso e, aos 2:36 da prorrogação, o novato Eric Belanger selou a vitória de Los Angeles. O episódio ficou conhecido como “Frenzy on Figueroa” , e foi a chama que levou o time a uma vitória em Detroit no jogo 5 e fez o time fechar a série no jogo 6 com dois gols de Deadmarsh e levou o time à próxima fase para enfrentar o Avalanche. Mas uma vez como azarão, os Kings batalharam, mas perderam no jogo 7 para o eventual campeão.
A temporada de 2001-02 teve Los Angeles recebendo o NHL All-Star Game pela 2ª vez – e a primeira no Staples Center – e uma aquisição no meio da temporada com Boston que trouxe o central Jason Allison. Essa aquisição se mostrou impagável, ja que o central liderou os Kings com 74 points jogando todos os 73 jogos remanescentes pelos Kings. Ele também ajudou os Kings a marcarem mais de 90 pontos pela 3ª vez consecutiva - e também a conquistar lugar na pós-temporada.
A temporada de 2002-03 parecia bem promissora. começando com a imortalização da camisa n° 99 de Wayne Gretzky em 9 de outubro de 2002 (a quarta camisa imortalizada na história dos Kings), os Kings abriram a temporada com uma campanha de 5-2-2 e pareciam ter uma campanha de sucesso. Entretanto, uma série de lesões, incluindo Allison (joelho e concussão) e Deadmarsh (síndrome pós-concussão) prejudicaram seriamente o time, fazendo um recorde na franquia de homens-jogos perdidos por lesão em 536. Durante a temporada, Taylor chamou muitos jogadores veteranos, incluindo Robitaille, para tentar reforçar o elenco, mas as lesões continuaram assombrando o time (629 homens-jogos, a maior marca na história da NHL) – não puderam ser superadas pelos Kings, que permaneceram na luta por uma vaga até as últimas semanas. Allison e Deadmarsh (com sintomas de concussão nunca jogaram e Palffy perdeu os 42 jogos finais com um ombro deslocado.
Porém, Robitaille em 2003-04 voltou a sua forma e liderou o time em pontos com 51 , e em 22 de março de 2004, ele se tornou o ala esquerda que mais pontuou na NHL quando deu assistência no gol de Jozef Stumpel em pleno STAPLES Center. Além disso, o atacante Alexander Frolov não só liderou o time em gols com 24, como também foi votado como o jogador mais popular do time.
No Staples Center, os Kings continuaram a receber apoio da torcida. Eles tiveram uma média de 17,878 pessoas por jogo, e zeraram os ingressos em 30 jogos. em 27 de dezembro de 2003, os Kings tiveram um público de 18,743, maior público que já foi ver um jogo de hóquei na califórnia.
O locaute da NHL tirou o hóquei em 2004-05, e embora o time tenha se saído mal em 2005-06, os leais fãs dos Kings continuaram a ir ao STAPLES Center quando o time zerou os ingressos 27 vezes e teve uma média de público de 17,821, a segunda maior na história da franquia. Apesar de ter muitos jogadores veteranos, na segunda metade da temporada o time decaiu e ficou de fora da pós-temporada, fato que resultou numa limpeza da direção e do setor inteiro de treinamento.
O gerente geral dos Sharks Dean Lombardi foi nomeado como o novo presidente e gerente geral do time. Lombardi rapidamente chamou Marc Crawford, um ex-vencedor da Copa Stanley, e o ex-goleiro Ron Hextall como assistente de gerência geral.
Lombardi e sua equipe começaram a trabalhar arduamente, tomando como obrigação o recrutamento de 2006. Os Kings fizeram nove escolhas– duas na primeira rodada -e se iniciou o processo de renovação da sua reserva. Então, já na agência livre, os Kings assinaram com Rob Blake. Uma superestrela na linha azul, ele já era conhecido pelos torcedores, porque iniciou sua carreira no time e foi nele que adquiriu o status de estrela, pelo seu ótimo jogo. Ele ganhou o Norris Trophy em 1998 como o melhor zagueiro da NHL, o primeiro dos Kings a vencer o título, e ele foi o capitão do time por muitas temporadas. Ele foi um jogador-chave da fantásica temporada de 1993.
A primeira temporada de Lombardi/Crawford não resultou em pós-temporada, mas havia muitos talentos surgindo. Jogadores como Anze Kopitar, Michael Cammalleri, Alexander Frolov, Dustin Brown e Jack Johnson surgiram junto com um grupo de jogadores respeitados, como Rob Blake, Derek Armstrong, Lubomir Visnovsky e Scott Thornton. E depois, Lombardi adicionou aos Kings jogadores como os atacantes Michal Handzus, Kyle Calder and Ladislav Nagy, e os zagueiros Tom Preissing e Brad Stuart.
Pelo lado dos negócios do clube, Robitaille – que teve sua camisa n° 20 imortalizada em janeiro de 2007 – foi nomeado como o presidente do clube em operações de negócios. As primeiras duas temporadas de Lombardi não renderam a pós-temporada, mas há muitos talentos jovens no time, como Jack Johnson, Drew Doughty e Thomas Hickey, e no gol onde Jonathan Bernier lidera um grupo de goleiros jovens, que continuam desenvolvendo seu jogo, e com a emergência de Jonathan Quick. Ao mesmo tempo, também tem muito talento de sobra no ataque – Anze Kopitar, Dustin Brown, Alexander Frolov, Jarret Stoll, Justin Williams e Brian Boyle – que ainda têm que atingir seus ápices.

### Década de 2010

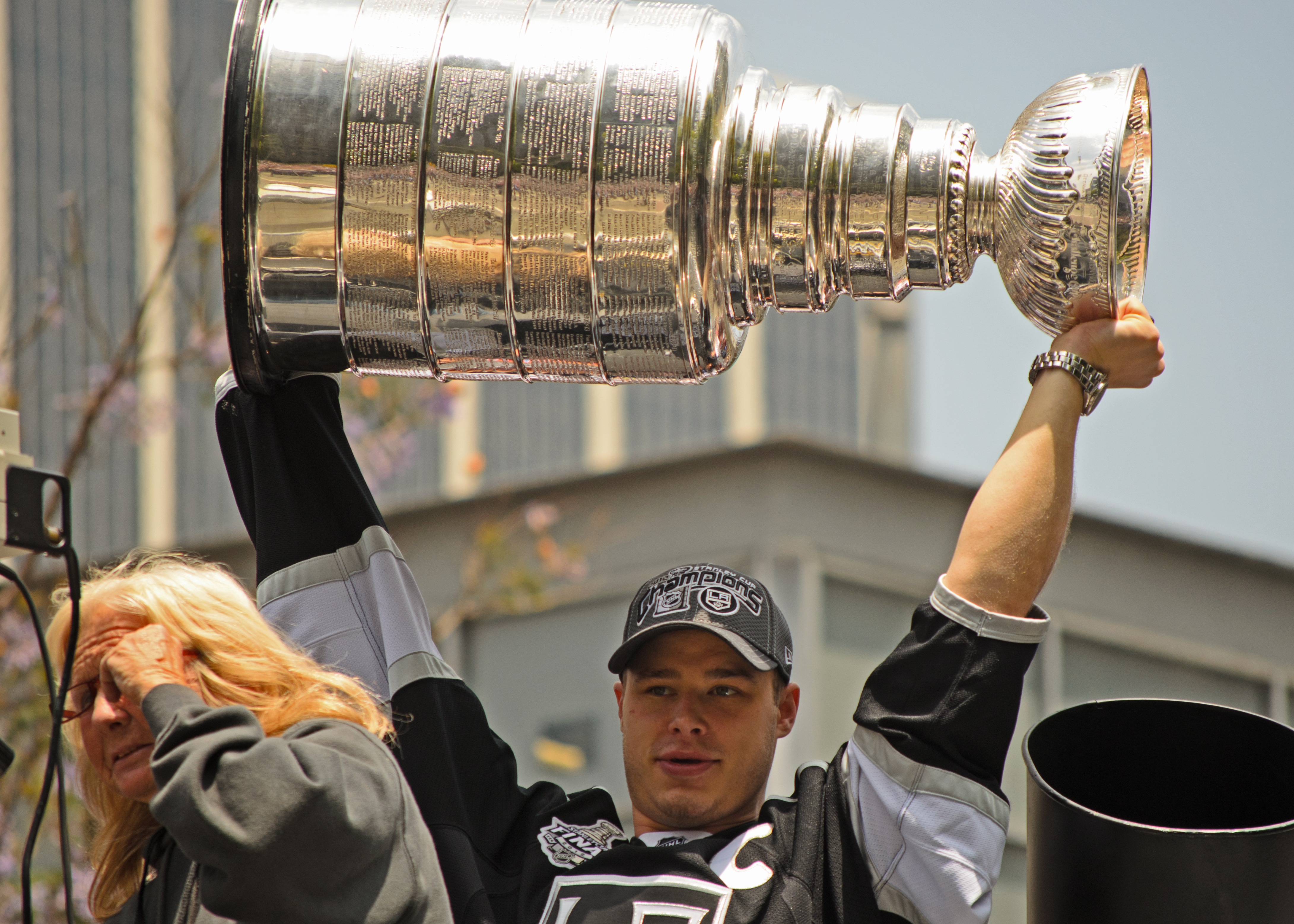
Dustin Brown foi o capitão dos Kings na conquista da Copa Stanley em 2012.

Após negociações como Ryan Smyth e Rob Scuderi, o reconstruído Kings voltou aos playoffs em 2010 como o sexto melhor time do Oeste, com 101 pontos. Chegaram a conseguir 2-1 contra os talentosos Vancouver Canucks e lideraram a maior parte do jogo 4, mas levaram a virada e caíram em 6 jogos. Voltariam em 2011 como 7o lugar, perdendo para o San Jose Sharks em 6 jogos na ausência do maior pontuador do time, Anze Kopitar.
Em 2012, os Kings pegaram a última vaga do Oeste. Após eliminar o melhor time da temporada, o Vancouver Canucks, passaram pelos outros dois melhores do oeste, o St. Louis Blues e o Phoenix Coyotes e chegar às finais da Copa Stanley depois de 19 anos. O adversário foi o New Jersey Devils, e o Kings venceu a Copa Stanley, fazendo 4 a 2 nos playoffs finais.
Na temporada encurtada por locaute de 2013, os Kings venceram Blues e Sharks antes de caírem para o Chicago Blackhawks, que acabariam sendo campeões naquele ano. No ano seguinte, garantiriam sua terceira participação na final da Copa Stanley após três séries que duraram 7 jogos: duas contra os rivais da Califórnia San Jose Sharks (que venceu os três primeiros jogos antes de perder todos os seguintes) e Anaheim Ducks (melhor classificado do Oeste), e uma revanche contra o Blackhawks. Na final contra o New York Rangers, venceram por 4-1, sendo três das partidas na prorrogação, incluindo o jogo da vitória, com o prorrogação dupla e gol marcado pelo jogador Alec Martinez.

## Últimas temporadas
Lista das últimas cinco temporadas completadas.
Nota: JG = Jogos, V = Vitórias, D = Derrotas, E = Empates, DPR = Derrotas na prorrogação/shootouts, Pts = Pontos, GP = Gols pró, GC = Gols contra
| Temporada | JG | V  | D  | DPR | Pts | GP  | GC  | Divisão      | Playoffs                                                 |
| 2011–12   | 82 | 40 | 27 | 15  | 95  | 194 | 179 | 3º, Pacifico | Campeões da Copa Stanley, 4–2 (Devils)                   |
| 2012–13   | 48 | 27 | 16 | 5   | 59  | 133 | 118 | 2º, Pacifico | Perdeu nas finais de Conferência, 1–4 (Blackhawks)       |
| 2013–14   | 82 | 46 | 28 | 8   | 100 | 206 | 174 | 3º, Pacifico | Campeão da Copa Stanley, 4–1 (Rangers)                   |
| 2014–15   | 82 | 40 | 27 | 15  | 95  | 220 | 205 | 4º, Pacifico | Não se classificou                                       |
| 2015–16   | 82 | 48 | 28 | 6   | 102 | 225 | 195 | 2º, Pacifico | Perdeu nas Quartas de final de Conferência, 1–4 (Sharks) |